# 베치 브랜틀리
베치 브랜틀리(Betsy Brantley, 1955년 9월 20일 ~ )는 미국의 배우, 텔레비전 배우, 영화배우이다.

## 방송
- 노아의 아이들

## 영화
- 겜블 (1999년)
- 더블 크라임 (1999년)
- 지구에서 달까지 (1998년)
- 딥 임팩트 (1998년) - 엘렌 베이더만 역
- 워싱턴 스퀘어 (1997년)
- 노아의 아이들 (1996년)
- 스키즈폴리스 (1996년)
- 소공자 (1995년)
- 악몽 (1993년)
- 하바나 (1990년)
- 다크 엔젤 (1989년)
- 누가 로져 래빗을 모함했나 (1988년) - 제시카의 퍼포맨스 모델 역
- 프린세스 브라이드 (1987년)
- 미녀와 야수 (1987년)
- 머나먼 정글 (1987년)
- 오리엔트 특급의 연인들 (1985년)
- 어나더 컨트리 (1984년)
- 파이브 데이즈 원 썸머 (1982년)
- 쇼크 트리트먼트 (1981년)